# 聖尼古拉協同教堂
聖尼古拉協同教堂（英語：St. Nicholas' Collegiate Church）是位於愛爾蘭戈爾韋的一座中世紀教堂，這座教堂既是一座協同教堂也是一座堂區教堂。教堂創建於1320年。

## 外部連結

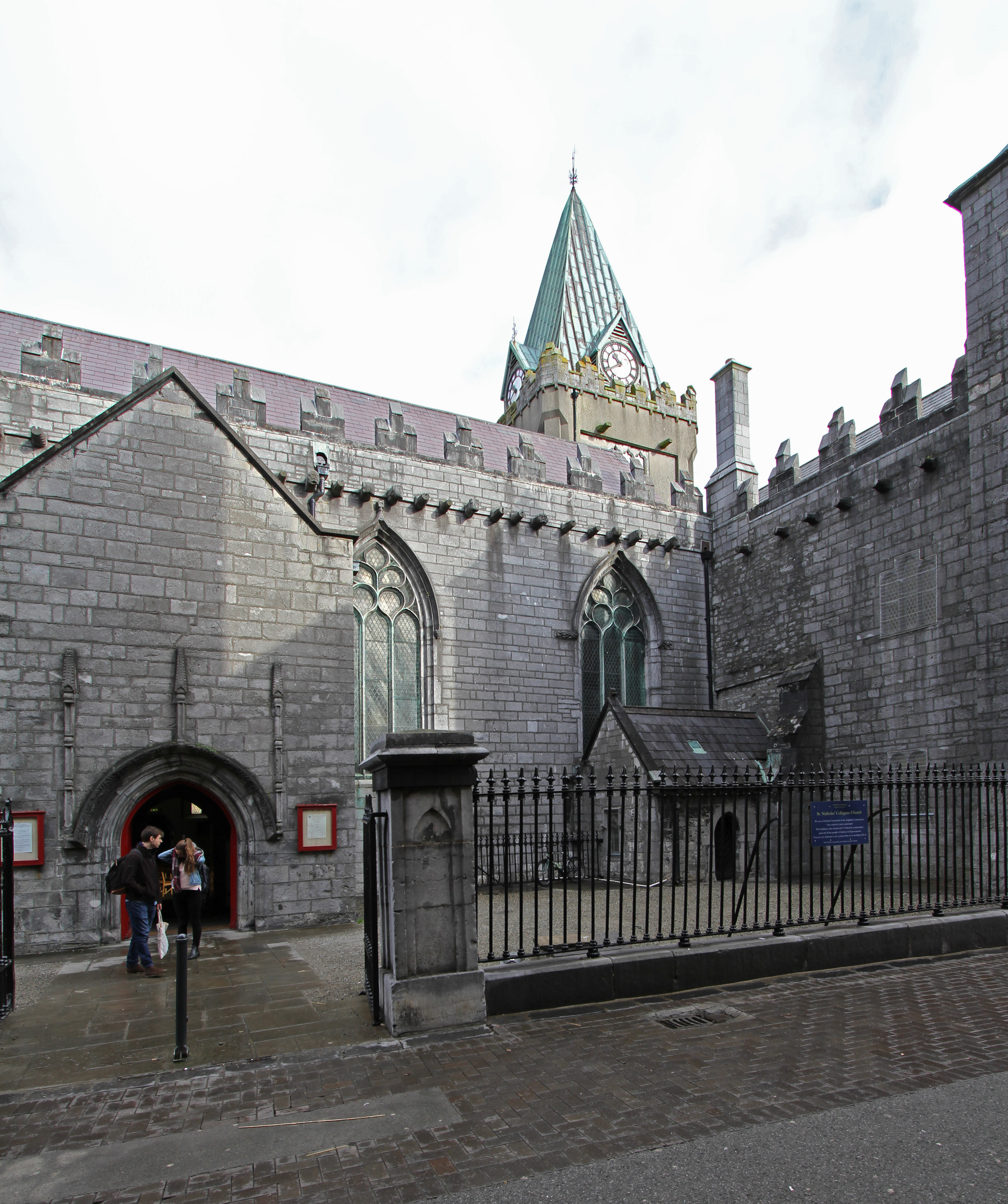

- St. Nicholas' Collegiate Church, Galway - Official website （页面存档备份，存于）